# Be Good to Me
«Be Good To Me» es el primer sencillo oficial del álbum de Ashley Tisdale Headstrong. Esta canción fue estrenada por "AOL Music" el 22 de diciembre de 2006. El 25 de diciembre del mismo año debutó en "Radio Disney" y el 9 de enero de 2007 fue lanzada en iTunes, logró debutar en el Billboard Hot 100 en la posición #92 y para luego alcanzar su más alta ubicación en esa lista, el lugar número 80. La canción es interpretada junto al cantante, rapero y productor David Jassy.

## Información de la canción
La canción fue escrita y producida por Kara DioGuardi junto a David Jassy, además ambos aportaron sus voces en la canción, Kara en los coros y David en el rap incluido en la versión que forma parte del álbum, ya que esta canción posee dos versiones la primera, la cual fue lanzada en iTunes y ocupada en el video no incluía el "interlude" del rap.
"He Said She Said" iba a ser el primer sencillo de Headstrong, pero no fue así ya que Warner Bros. Records decidió pasarlo a segundo sencillo, por sus "polémicas" letras. De este modo, "Be Good To Me" se transforma en el primer sencillo del álbum. "Be Good To Me" fue incluida en dos compilados de canciones que fueron "Hits" en 2007 en Radio Disney, llamados Radio Disney Jams, Vol. 10 y Family Jams. También junto a "He Said She Said" aparecieron como parte de la banda sonora y créditos en la película Bring It On: In It to Win It, en donde además actúa como personaje principal su hermana Jennifer Tisdale.

## Video musical

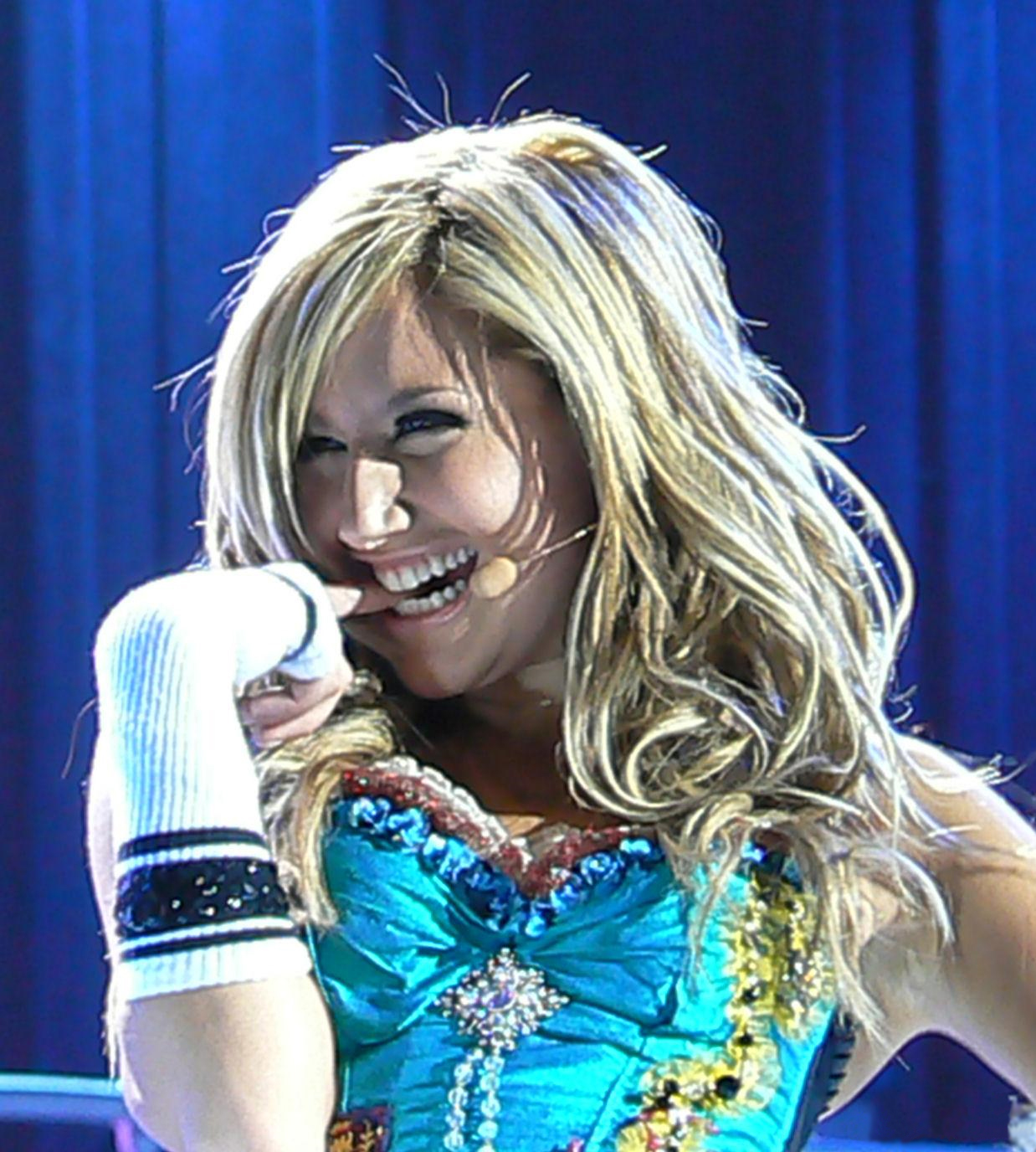
Ashley Tisdale en el video de "Be Good To Me".

El video musical de la canción ya fue lanzado en KOL el 24 de enero de 2007 y en Disney Channel el 25 de enero de 2007 después de la serie Hermana, Hermana. El video tuvo buena aceptación, aunque algunos fanes se manifestaron insatisfechos por las características del video declarando que "no se lo esperaban" así.
En el video se muestra a Tisdale cantando la canción en una de las primeras presentaciones del Tour High School Musical: El Concierto, el video fue grabado justo antes de una presentación en vivo por lo que el video en si no tenía público presente como se intentó demostrar. En las siguientes fechas de los conciertos en Estados Unidos, Canadá y Latinoamérica, ella no presentó el tema. para así poder promocionar el video de forma "exclusiva" en algunas cadenas de videos internacionales, como ocurrió en MTV en donde fues estrenado como "First Look" (Primera Mirada) en el programa TRL el día 14 de abril de 2007.
El video no fue puesto al aire en MTV Latinoamérica, a pesar de que estaba disponible para ser visto en la página web del canal de televisión.
El 5 de octubre de 2008, se lanzó oficialmente el video para la televisión Alemana, en donde se mostraba imágenes del video en su primera versión, pero ahora acompañado de imágenes del detrás de escenas de sus videos y del proceso de grabación del álbum Headstrong incluidos en su DVD There's Something About Ashley.

## Listas de formatos y canciones
CD Single Internacional Warner Bros. Records CD-15530 (WEA)
Lanzamiento: 19 de marzo de 2007
| sencillo en CD |                 |                                 |       |
| 1              | "Be Good To Me" | Album Version (Con David Jassy) | 03:33 |
| 2              | "Who I Am"      | Original Version                | 03:17 |
| 3              | "It's Life"     | Original Version                | 03:46 |

 CD Single Remix Internacional Warner Bros. Records PRO-CDR-102039 (WEA)

Lanzamiento: 12 de mayo de 2007
| CD Single Remix Promo |                 |                                                   |       |
| 1                     | "Be Good To Me" | SugarDip Club Mix                                 | 07:22 |
| 2                     | "Be Good To Me" | Eddie Báez Anthem Club                            | 06:51 |
| 3                     | "Be Good To Me" | Scalfati from T.H.C. - Scalfonzo Pop Extended Mix | 07:26 |
| 4                     | "Be Good To Me" | Scalfati from T.H.C. - Scalfonzo Pop Mixshow      | 05:0  |
| 5                     | "Be Good To Me" | LSDJ from T.H.C. - Good 4 U Extended Mix          | 06:15 |
| 6                     | "Be Good To Me" | LSDJ from T.H.C. - Good 4 U Mixshow               | 05:26 |

 iTunes Single
Lanzamiento: 25 de diciembre de 2007
| Single |                 |             |       |
| 1      | "Be Good To Me" | iTunes Edit | 03:14 |

 iTunes Remix Single
Lanzamiento: 25 de diciembre de 2007
| Single |                 |                   |       |
| 1      | "Be Good To Me" | SugarDip Extended | 07:22 |

 iTunes Remix Single EP
Lanzamiento: 25 de diciembre de 2007
| EP DIGITAL |                 |                            |       |
| 1          | "Be Good To Me" | Eddie Báez Anthem Club Mix | 06:51 |
| 1          | "Be Good To Me" | THC's Scalfati Mixshow     | 05:00 |
| 1          | "Be Good To Me" | THC's LSDJ Mixshow         | 05:26 |

 Digital CD Single
Lanzamiento: 30 de mayo de 2007
| CD Single Digital |                 |                                |       |
| 1                 | "Be Good To Me" | Album Version* Con David Jassy | 03:33 |

 CD Single
Lanzamiento: 17 de octubre de 2008 Warner Bros. Records B001GCY1LK (WEA)
| sencillo en CD |                  |                |       |
| 1              | "Be Good To Me"  | Album Version  | 03:33 |
| 2              | "Last Christmas" | Single Version | 03:56 |

 Limited CD Single
Lanzamiento: 17 de octubre de 2008 Warner Bros. Records B001GM40D4 (WEA)
| sencillo en CD |                  |                        |       |
| 1              | "Be Good To Me"  | Album Version          | 03:33 |
| 2              | "Last Christmas" | Single Version         | 03:56 |
| 3              | "Be Good To Me"  | Jack D. Elliot Remix   | 06:17 |
| 4              | "Be Good To Me"  | Music Video (HSM Tour) | 03:13 |

## Rendimiento en las listas musicales de sencillos
La canción logró debutar en Estados Unidos a la semana después de ser agregado en iTunes en el mes de enero de 2007 en la lista Billboard Hot 100 en la posición número 92 para luego alzarse hasta la posición número 80, luego de esto sin mayor promoción más que un par de presentaciones en vivo en programas como Good Morning America o Live with Regis and Kelly, la canción salió rápidamente del top 100. El sencillo también logró encumbrarse en posiciones de avanzada en países como Brasil, Venezuela y Chile. La canción nunca fue realizada oficialmente como sencillo en Europa y Australia, por lo cual fue el sencillo de presentación de Headstrong solo en América.
Como se ha acostumbrado observar los sencillos de Ashley Tisdale, cada sencillo que ella realiza tiene un mayor éxito en ciertas partes del mundo es así como "Be Good To Me", se ha denominado al sencillo de Tisdale en Sudamérica, ya que este en donde más éxito alcanzó fue en este continente en donde alcanzó a estar dentro del Top 15 en Brasil y en Venezuela y número #1 en Chile. 
Es así como los siguientes singles se observa el mismo caso "He Said She Said" en Norteamérica y "Not Like That" en Europa.

### Listas musicales de canciones
| País           | Lista musical     | Primera semana | Posición de ingreso | Mejor posición | Semanas en la mejor posición | Semanas en la lista musical | Última semana |
| -------------- | ----------------- | -------------- | ------------------- | -------------- | ---------------------------- | --------------------------- | ------------- |
| América        |                   |                |                     |                |                              |                             |               |
| Estados Unidos | Hot 100           | 03-02-2007     | 92                  | 80             | 1                            | 4                           | 24-02-2007    |
| Estados Unidos | Pop 100           | 17-02-2007     | 68                  | 68             | 1                            | 3                           | 02-03-2007    |
| Estados Unidos | Hot Digital Songs | 24-02-2007     | 75                  | 68             | 1                            | 4                           | 16-03-2007    |
| Venezuela      | Top 20            | 20-05-2007     | 18                  | 14             | 1                            | 2                           | 27-05-2007    |
| Europa         |                   |                |                     |                |                              |                             |               |
| Alemania       | Top 100 Singles   | 10-11-2008     | 57                  | 57             | 1                            | 4                           | 01-12-2008    |
| Austria        | Top 75 Singles    | 05-11-2008     | 70                  | 67             | 1                            | 2                           | 12-11-2008    |
| Suiza          | Top 100 Singles   | 05-11-2008     | 92                  | 92             | 1                            | 1                           | 05-11-2008    |

### Listas musicales de sencillos
| Listas (2007)                    | Posiciones |
| -------------------------------- | ---------- |
| U.S. Billboard Hot 100           | 80         |
| U.S. Billboard Pop 100           | 68         |
| U.S. Billboard Hot Digital Songs | 68         |
| Venezuela Top 20 Singles Chart   | 14         |
| Listas (2008)                    | Posiciones |
| Alemania Top 100 Singles Chart   | 57         |
| Austria Top 40 Singles Chart     | 67         |
| Suiza Singles Chart              | 92         |